# Sélibabi
Sélibabi, (سيلبابي in Arabo), è una città della Mauritania capoluogo della regione di Guidimagha.
La città si trova quasi al confine con il Senegal ed il Mali, a 500 km dalla capitale Nouakchott. La città, che possiede un aeroporto, è un importante mercato agricolo (cereali ed arachidi) e del bestiame.